# José Suárez Montero
José Suárez Montero (1906 - 1941) va ser un policia i militar espanyol.
Comerciant de professió, després de la proclamació de la Segona República s'hauria integrat en el Cos de Seguretat i Assalt. Durant el període de la republicà es va afiliar al Partit Comunista d'Espanya (PCE), i a les Joventuts Socialistes Unificades (JSU). Quan es produeix l'esclat de la Guerra civil es trobava en la zona revoltada, aconseguint tornar al territori controlat per la República. Va ingressar en el batalló «Octubre», format per efectius procedents del Cinquè Regiment. Al llarg de la contesa va ostentar el comandament de la 30a Brigada Mixta i de la 2a Divisió. Al març de 1939 va ser detingut per les forces casadistes, que poc després —al final de la guerra— el lliurarien als franquistes. Jutjat i condemnat a mort, va ser afusellat a Madrid el 3 de juliol de 1941.